# Min Min Zaw
Min Min Zaw (* 7. Juli 2001) ist ein myanmarischer Leichtathlet, der sich auf den 800-Meter-Lauf spezialisiert hat.

## Karriere
Erste Erfahrungen bei internationalen Meisterschaften sammelte Min Min Zaw 2018 bei den Juniorenasienmeisterschaften in Gifu, bei denen er über 800 Meter mit 1:56,62 min in der Vorrunde ausschied. Im Jahr darauf durfte er dank einer Wildcard an den Weltmeisterschaften in Doha teilnehmen und schied dort ebenfalls mit 1:56,85 min im Vorlauf aus. Anschließend erreichte er bei den Südostasienspielen in Capas in 1:54,01 min den achten Platz über 800 Meter und schied im 400-Meter-Lauf mit 50,55 s in der ersten Runde aus. 2023 belegte er bei den Südostasienspielen in Phnom Penh in 1:55,99 min den siebten Platz über 800 Meter und gelangte über 1500 Meter mit 4:10,96 min auf Rang elf.
2018 wurde Zaw myanmarischer Meister im 800-Meter-Lauf.

## Bestleistungen
- 400 Meter: 50,55 s, 8. Dezember 2019 in Capas (myanmarischer U20-Rekord)
- 800 Meter: 1:54,01 min, 9. Dezember 2019 in Capas (myanmarischer U20-Rekord)
- 1500 Meter: 4:10,96 min, 8. Mai 2023 in Phnom Penh